# Ruche à bourdons

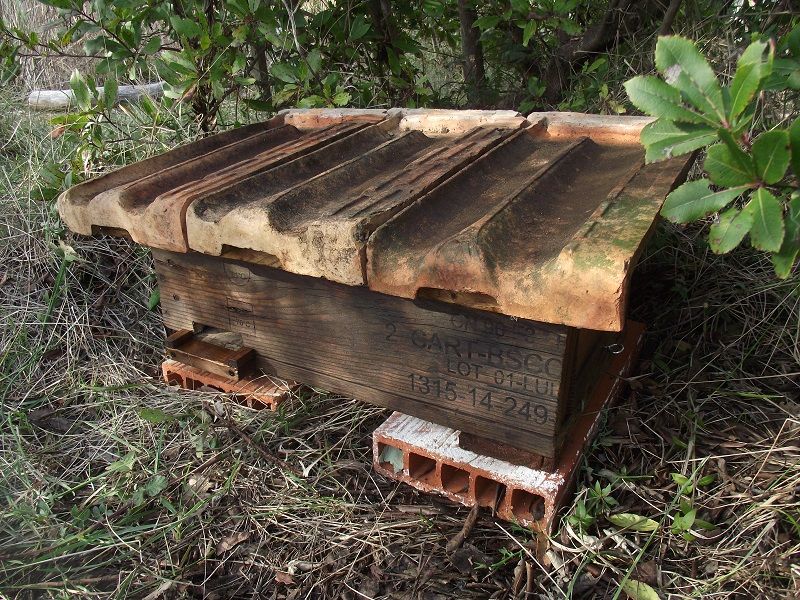
Ruche à bourdons (Bombus sp) réalisée de façon artisanale. But recherché : pollinisation, observation…

Les ruches à bourdons sont des ruches principalement destinées à la pollinisation et à l'observation d'une colonie d'espèces du genre Bombus. En outre elles permettent la protection de ces espèces aujourd'hui menacées.
Les bourdons comme les abeilles sont aussi de grands pollinisateurs. De février à avril, on peut observer une reine fondatrice qui cherchera à nidifier et développer une colonie[Où ?]. Cette dernière pouvant atteindre 200 individus.

## Caractéristiques
Une ruche à bourdon est constituée de deux parties : la chambre de vol et la chambre de nidification.

## Peuplement

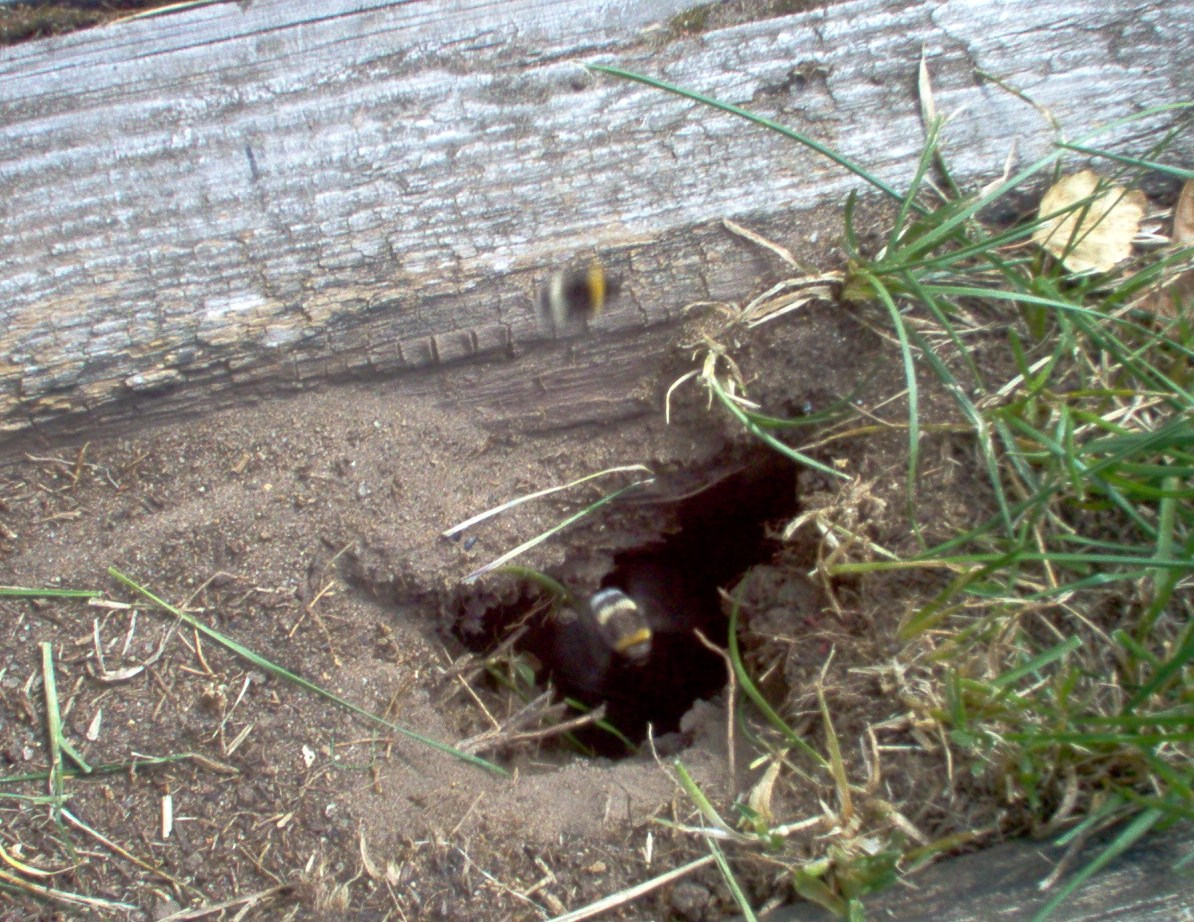
Terrier investi par des bourdons

La reine, qui seule passe l'hiver, recherche au printemps une cavité naturelle ou un terrier de petit rongeur pour y bâtir un nid à l'aide de mousse, de poils, de feuilles, d'herbe et y pond ses premiers œufs dans des cellules de cire. Afin de peupler une ruche à bourdon, il faut donc rechercher une reine à la sortie de l'hiver et l'enfermer dans la ruche quelque temps. Si tout se passe bien elle y fondera sa colonie. Des pots de fleurs troués enfouis la tête en bas, font des merveilles quand on les dispose un peu partout.